# 모전로
모전로(茅田路, Mojeon-ro)는 경상북도 상주시 함창읍 윤직교차로에서 문경시 점촌동을 잇는 도로이다.

## 주요 경유지
경상북도
- 상주시 (함창읍) - 문경시 (점촌동)

## 노선 경로
| 이름             | 접속 노선                 | 경유지          | 경유지          | 비고            |
| 경상대로와 직결  | 경상대로와 직결           | 경상대로와 직결 | 경상대로와 직결 | 경상대로와 직결 |
| ---------------- | ------------------------- | --------------- | --------------- | --------------- |
| 윤직 교차로      | 경서로 함창로             | 상주시          | 함창읍          |                 |
| 점촌육교         |                           | 상주시          | 함창읍          |                 |
|                  |                           | 상주시          | 함창읍          |                 |
| 모전오거리       | 지방도 제924호선 (중앙로) | 문경시          | 점촌동          |                 |
| 점촌교           |                           | 문경시          | 점촌동          |                 |
| 공평(회전)교차로 | 상신로                    | 문경시          | 점촌동          |                 |

## 주요 시설및 건물
- 점촌터미널 (모전로 54/모전동 115-2)
- 피자헛 문경점촌본점 (모전로 61/모전동 860-14)
- 홈플러스 문경점 (모전로 65/모전동 859-2)
- 메가박스 문경지점 (모전로 65/모전동 859-2)
- 타이어프로 문경점 (모전로 68/모전동 106-80)
- 한전 문경지사 (모전로 75/모전동 270-1)
- 알파 문경점 (모전로 99/모전동 282-1)
- 도미노피자 문경점촌점 (모전로 108/모전동 117-28)
- 티스테이션 문경시민운동장점 (모전로 124/모전동 966-9)
- 현대자동차 블루핸즈 모전점 (모전로 150/모전동 959)
- 모전119안전센터 (모전로 173/모전동 524-1)
- 산업통상자원부 중부광산안전사무소 (모전로 200/모전동 949-2)